# Pila ad ossido solido

Schema di una pila a combustibile ad ossido solido

Una pila a combustibile ad ossido solido, nota con l'acronimo SOFC (dall'inglese Solid Oxide Fuel Cell), è un dispositivo elettrochimico in grado di convertire direttamente in energia elettrica il potenziale chimico di un combustibile e di un comburente.
Assieme alla pila a combustibile con membrana a scambio protonico, anche nota come PEMFC (Proton Exchange Membrane Fuel Cell), la SOFC è una tipologia di pila a combustibile che si distingue per il tipo di elettrolita usato e le alte temperature di funzionamento. L'elettrolita di una PEMFC è infatti costituito da una membrana semipermeabile che permette il trasferimento di ioni H+ e richiede temperature operative tra gli 80° e i 90 °C. Diversamente, una SOFC impiega un elettrolita a ossido solido, in genere zirconia stabilizzata con ossido d'ittrio (YSZ), che permette il trasferimento di ioni O2- e il funzionamento della pila a temperatura più alta di quelle polimeriche, tra 600° e 1000 °C. Queste alte temperature hanno effetto favorevole sulla conversione dei reagenti, sulla cinetica di reazione e sui limiti termodinamici del processo.

## Storia
Nonostante i primi esperimenti sull'elettrolisi d'acqua risalgano al XIX secolo, fu solo nel 1853 che J. M. Gaugain osservò per la prima volta una corrente elettrica e una polarizzazione generate da un sistema composto da due tubi di vetro, cavi di platino, aria e vapore, al variare dell'alimentazione gassosa. Documentando che questa nuova forma di elettricità presentava le stesse caratteristiche di una cella elettrolitica acquosa, Gaugain di fatto scoprì per la  per la prima volta la pila a combustione ad ossido solido.
Entro la fine del XIX secolo, il termine elettrolita solido (dall'inglese solid electrolyte) entrò in uso, e l'interesse per i conduttori ionici solidi venne stimolato dallo sviluppo dei primi dispositivi di illuminazione elettrica. Nel 1897, Walter Nernst suggerì in un brevetto che un elettrolita solido, sotto forma di filo sottile, potesse fungere da fonte luminosa una volta riscaldato a sufficienza. Nel tentativo di perfezionare quest'idea, Nernst si dedicò alla ricerca di un elettrolita capace di condurre ioni O2-  con adeguata velocità. A tal fine vennero misurate le conduttività di numerosi ossidi ad alta temperatura, inclusa quella della composizione che sarebbe poi divenuta di maggiore interesse: 85% massivo di ossido di zirconio e 15% di ossido di ittrio.
Sebbene la lampadina di Nernst avesse un'efficienza luminosa circa dell'80% superiore rispetto alla lampadina a filamento di carbone, presentava diversi limiti: era costosa e richiedeva speciali resistori per evitare lo scioglimento. L'interesse verso questa tecnologia fu quindi abbandonato a favore di alternative più promettenti, come la lampada a filamento di tungsteno.
La ricerca sulle celle a ossido solido riprese momentaneamente nel 1916, quando furono testati i primi elettroliti solidi a base di quarzo e porcellana per la conduzione a temperature nell'ordine dei 1000 °C. A questa fase seguirono i primi brevetti riguardanti celle con elettrodi solidi composti da ossidi metallici e sali, separati da un elettrolita in materiale ceramico poroso. Tuttavia, la sperimentazione effettiva prese realmente slancio solo con i progressi nello studio dello stato solido, come l'analisi a raggi X, e con i primi risultati promettenti ottenuti nel 1958. Fu in quel periodo che si ipotizzò che, se il funzionamento delle SOFC fosse stato reso ottimale, le applicazioni potenziali sarebbero state molteplici: dalla generazione di potenza elettrica da carbone o gas esausti, alla produzione di elettricità per missioni spaziali, all'elettrolisi di vapore d'acqua e anidride carbonica, fino alla separazione dell'ossigeno dall'aria.
Spinta da questi sviluppi, la ricerca conobbe il suo massimo impulso tra il 1960 e il 1970, con la scoperta dell'elevata conduttività degli ossidi di cerio drogati con lantanio, la risoluzione del problema della scarsa adesione degli elettrodi anionici tramite utilizzo di uno strato di nichel e la formulazione dei primi schemi di processo per la generazione di 100 kW tramite pila ad ossido solido alimentata a carbone. Parallelamente le SOFC furono testate anche in modalità di elettrolisi, con l'obiettivo di produrre idrogeno a partire da vapore d'acqua.
Tuttavia, l'elevato costo di questa tecnologia e lo sviluppo in parallelo della pila a combustibile con membrana a scambio protonico, causarono un rallentamento della ricerca tra il 1970 e il 1990. Solo a partire dagli anni '90 l'interesse è ripreso, grazie alla crescente attenzione verso l'accumulo di energia chimica, la produzione di idrogeno verde, la reversibilità del sistema e la possibilità per le SOFC di essere alimentate con diversi tipi di combustibile, a differenza delle PEMFC.

## Funzionamento

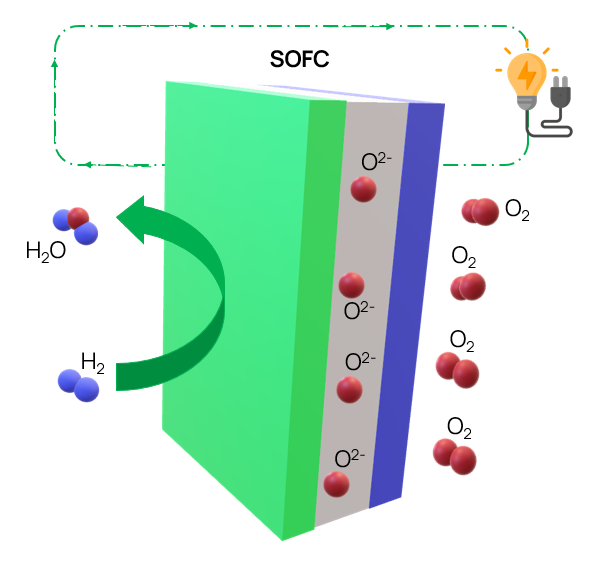
Schema di funzionamento di una pila ad ossido solido in modalità SOFC.

Una pila è composta da tre strati di materiale ceramico che diventano attivi solo una volta raggiunte le temperature operative richieste. Gli strati presentano i seguenti nomi e funzionalità, con riferimento all'elettro-ossidazione di idrogeno:
- Anodo: strato in cui ha luogo l'ossidazione dell'idrogeno
- Elettrolita: strato che consente il trasporto degli ioni ossigeno
- Catodo: strato in cui avviene la riduzione della molecola di ossigeno a ioni ossigeno

Ogni singolo strato ha uno spessore che varia da pochi micrometri a pochi millimetri. Quando connesse in serie, più singole pile formano uno modulo.

### Reazioni chimiche
Un flusso di idrogeno viene alimentato all'anodo, dove un cermet costituito da nichel e YSZ (Ni-YSZ), provoca la reazione dello ione ossigeno con l'idrogeno producendo vapore d'acqua ed elettroni. La semireazione di ossidazione è:
Anodo: {\displaystyle {\ce {H2 + O^2- -> H2O + 2e-}}}
Gli elettroni prodotti da questa semireazione viaggiano nel circuito elettrico esterno raggiungendo il catodo; così facendo si genera la corrente sviluppata dalla pila a combustibile. Parallelamente, al catodo viene alimentata aria. Qui, le molecole di ossigeno ricevono gli elettroni che arrivano dal circuito esterno, riducendosi secondo la semireazione:
Catodo: {\displaystyle {\ce {1/2O2 + 2e- -> O^2-}}}
In ultimo, gli ioni ossigeno O2-  prodotti dalla riduzione catodica, attraversano l'elettrolita verso l'anodo. Sommando le due semireazioni e tenendo conto delle specie alimentate e prodotte la reazione complessiva può quindi essere scritta come:
Reazione complessiva: {\displaystyle {\ce {H2 + 1/2O2 -> H2O}}}

### Materiali

#### Anodo
Lo strato che costituisce l'anodo della SOFC deve essere poroso per consentire il passaggio del reagente (gassoso) verso la TPB ( triple phase boundary, zona di contatto fra fase elettrolitica, catalizzatore e reagente). Il materiale più comunemente impiegato è un cermet, ovvero un composto metallo-ceramico, costituito da nichel e YSZ, in cui la fase ceramica è la stessa dell'elettrolita della pila. Se la pila è anodo-supportata (dall'inglese anode supported) questo strato è quello più robusto e spesso tra quelli che compongono la pila individuale, fornendo il supporto meccanico agli altri strati. Dal punto di vista elettrochimico, il compito dell'anodo è permettere agli ioni di ossigeno di ossidare l'idrogeno contenuto nel combustibile.

#### Elettrolita
Lo strato elettrolitico è un sottile strato ceramico denso che consente il passaggio degli ioni ossigeno, impedendo al contempo il transito dei gas. L'elettrolita deve anche presentare un'elevata resistenza elettrica per costringere gli elettroni a fluire attraverso il circuito esterno. Il materiale più comunemente utilizzato è l'ossido di zirconio stabilizzato (dall'inglese yttria-stabilized zirconia, YSZ), ovvero una soluzione solida di zirconia (ZrO2) contenente alcune moli percentuali di ossido di ittrio (Y2O3).

#### Catodo
Il catodo è lo strato poroso in cui avviene la semireazione di riduzione dell'ossigeno. A livello commerciale, il materiale più utilizzato è la manganite di lantanio e stronzio (detta LSM), scelta per la sua compatibilità con lo strato di zirconia. In alternativa, per applicazioni che richiedono prestazioni più elevate, si utilizzano materiali semiconduttori misti, come la ferrite-cobaltite di lantanio e stronzio in miscela con ceria drogata con gadolinio (LSCF-GDC), o la cobaltite di lantanio e stronzio (LSC).
Più recentemente, sono in fase di sviluppo ossidi misti di conduzione ionica ed elettronica (dall'inglese mixed ionic eletronic conducting oxides, MIEC). Nei composti costituiti da soli conduttori ionici, come lo YSZ, o da soli conduttori elettronici, come l'LSM, l'attività elettrochimica è limitata si siti della TPB. L'introduzione di un catodo MIEC permette invece di estendere la zona di reazione a tutto il volume del materiale MIEC, aumentando così drasticamente il numero di siti attivi per la reazione dell'elettrodo d'ossigeno.

### Reversibilità: la SOEC

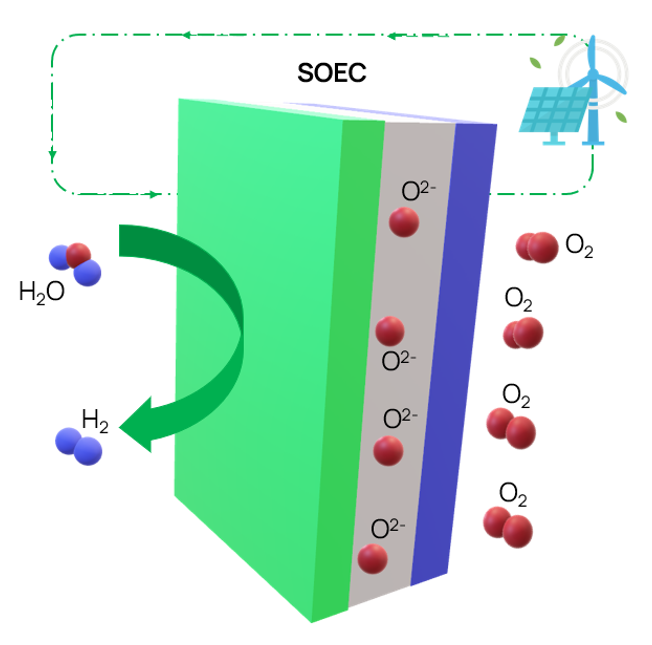
Schema di funzionamento di una pila ad ossido solido in modalità di SOEC.

Diversamente dalla pila a combustibile con membrana a scambio protonico, una SOFC è completamente reversibile, il che significa che può alternare il suo funzionamento tra una modalità di produzione di energia elettrica, se alimentata ad idrogeno, e una modalità di elettrolisi, se alimentata a vapore d'acqua e da energia elettrica, producendo idrogeno. In questo secondo caso, la pila viene chiamata elettrolizzatore ad ossido solido, noto con l'acronimo SOEC (dall'inglese solid oxide electrolyzer cell).
In una SOEC, il principio di funzionamento è speculare rispetto a quello della modalità SOFC: l'elettrodo di Ni-YSZ funge da catodo, dove avviene la riduzione dell'acqua, mentre l'elettrodo di LSM o LSCF svolge il ruolo anodico, sede della reazione di ossidazione dell'ossigeno. 
Un flusso di vapore d'acqua viene quindi alimentato al catodo, dove il catalizzatore promuove la riduzione dell'acqua grazie agli elettroni forniti dalla corrente applicata, generando idrogeno e ioni ossigeno. La semireazione di riduzione è: 
Catodo: {\displaystyle {\ce {H2O + 2e--> H2 + O^2-}}}
Gli ioni ossigeno prodotti da questa semireazione attraversano l'elettrolita e raggiungono l'anodo, dove viene alimentata aria. Qui gli ioni ossigeno si ossidano, liberando elettroni che viaggiano attraverso il circuito esterno fino al  catodo, secondo la semireazione:  
Anodo: {\displaystyle {\ce {O^2- -> 1/2O2 + 2e-}}}
Sommando le due semireazioni e tenendo conto delle specie alimentate e prodotte, la reazione complessiva può quindi essere scritta come:
Reazione complessiva: {\displaystyle {\ce {H2O -> H2 + 1/2O2}}}

### Flessibilità del combustibile alimentato

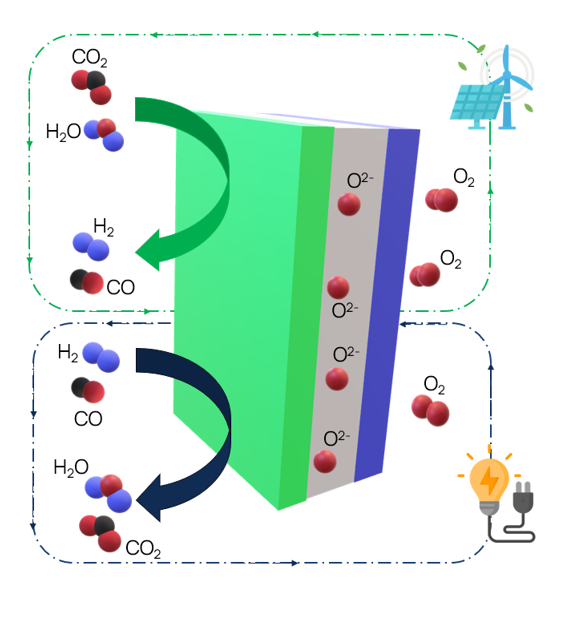
Schema di funzionamento di una SOEC alimentata a vapore d'acqua e anidride carbonica, con indicazione della possibile operatività reversibile in modalità fuel cell.

In generale, la capacità della pila ad ossido solido di trasportare ioni ossigeno la rende particolarmente flessibile rispetto ai reagenti alimentabili. Quando opera in modalità SOEC, la conducibilità ionica dell'elettrolita solido permette di alimentare, sul lato anodico, molecole aggiuntive come l'anidride carbonica (CO2). Ciò consente, parallelamente all'elettrolisi dell'acqua, di co-elettrolizzare anche la CO2 ottenendo monossido di carbonio e idrogeno. Questa funzionalità è particolarmente utile nei sistemi di cattura della CO2, dove, grazie all'uso di energia elettrica rinnovabile, si può produrre idrogeno dall'elettrolisi d'acqua e CO dall'elettrolisi dell'anidride carbonica proveniente da dispositivi di cattura e sequestro del carbonio.  Il gas di sintesi risultante, ovvero una miscela di idrogeno e monossido di carbonio, può essere utilizzato per la produzione di elettrocombustibili. 
Inoltre, le alte temperature, superiori ai 600 °C possono favorire, sull'elettrodo di Ni-YSZ, la reazione di spostamento del gas d'acqua (dall'inglese Water Gas Shift, WGS) o la sua inversa, a seconda della composizione dei reagenti e della temperatura operativa. In particolare, se la temperatura è inferiore agli 820 °C, è termodinamicamente favorita la reazione WGS, che contribuisce alla formazione di ulteriore idrogeno e CO2 secondo la reazione: 
{\displaystyle {\ce {H2O + CO -> CO2 + H2}}}
Infine, le alte temperature possono anche facilitare reazione di reforming con vapore, qualora venga alimentato anche metano alla cella, secondo la reazione:
{\displaystyle {\ce {CH4 + H2O -> CO + 3 H2}}}

## Applicazioni
Con la crescente diffusione delle energie rinnovabili, diventa sempre più urgente migliorare anche i sistemi di accumulo dell'energia. Fonti come il solare e l'eolico, infatti, sono soggette a variabilità delle condizioni meteorologiche e impongono la massima produzione durante le ore favorevoli, rendendo necessario accumulare l'energia in eccesso, per poterla utilizzare successivamente nei giorni o nei mesi di minore produzione.
Tra le diverse tecnologie di accumulo energetico, lo stoccaggio sotto forma di energia chimica rappresenta un'opzione particolarmente promettente, in cui si inserisce il ruolo della SOEC. Operando in modalità elettrolitica, una SOEC può infatti sfruttare l'elettricità prodotta da fonti rinnovabili per generare idrogeno a partire dall'acqua. Inoltre, grazie alla sua capacità di ridurre la CO2, essa consente anche la produzione di gas di sintesi da CO2 catturata e vapore d'acqua, da impiegare successivamente in processi come la sintesi di Fischer-Tropsch.
Applicazioni più specialistiche invece, vedono le SOEC come possibili tecnica per l'arricchimento dell'aria in ossigeno, in alternativa alla separazione criogenica.